# Домби, Тибор
Тибор Домби (венг. Dombi Tibor; 11 ноября 1973 год, Пюшпёкладань, Венгрия) — венгерский футболист, полузащитник.

## Карьера игрока
Занимался в структуре «Дебрецена» с юных лет и в 1992 года входит во взрослую команду. В 1993 году дебютировал за клуб. В 1994 году дебютировал в сборной и играл в ней до 2001, пока не объявил о завершении карьеры в сборной (провел 35 матчей, забил 1 гол). Был участником Летних олимпийских игр в Атланте 1996 года, тогда Венгрия не смогла выйти из группы. В 1999 году завоевал вместе с клубом первый трофей — Кубок Венгрии. После этой победы игрок решил попробовать свои силы за рубежом. Сначала он отправился в «Айнтрахт Франкфурт», однако из-за языковых проблем и конфликта с тренером Феликсом Магатом, уехал играть в голландский «Утрехт». После двух лет зарубежных скитаний решил вернуться в родной Дебрецен. В клубе в это время наступило золотое время, «Дебрецен» почти безраздельно властвовал в чемпионате и в венгерском футболе в целом, а Тибор играл важную роль в командном механизме.

## Достижения
«Дебрецен»
- Чемпион Венгрии (7): 2004/05, 2005/06, 2006/07, 2008/09, 2009/10, 2011/12, 2013/14
- Обладатель Кубка Венгрии (6): 1998/99, 2000/01, 2007/08, 2009/10 , 2011/12 , 2012/13
- Обладатель Суперкубка Венгрии (5): 2005, 2006, 2007, 2009, 2010
- Победитель Кубка Лиги (1): 2009/10

«Утрехт»
- Финалист Кубка Нидерландов (1): 2002